# ملعب الشهداء
ملعب الشهداء هو ملعب متعدد الاستخدام يقع في كينشاسا عاصمة جمهورية الكونغو الديمقراطية . غالبا ما يتم استخدامه لمباريات كرة القدم . يسع الملعب لجلوس 80 ألف متفرج . يعتبر الملعب الرسمي الذي يخوض فيه منتخب جمهورية الكونغو الديمقراطية مبارياته الدولية . تم بنائه في سنة 1993 كان يعرف بملعب كامانيولا سابقاً و حالياً ملعب الشهداء .